# Alexeï Smertine
Alexeï Guennadievitch Smertine, né le 1er mai 1975 à Barnaoul (URSS), est un footballeur international russe. Il a été le capitaine de l'équipe nationale de Russie.
Il n'est plus footballeur professionnel depuis 2009. Il est actuellement député dans le kraï de l'Altaï.

## Biographie
Né au cœur de la Sibérie, Alexeï joue successivement au Dinamo Barnaul (D2), une saison, puis à Kouznetski pendant quatre ans, avant d'intégrer le centre de formation  d'Uralan Elista. Enrôlé par le Lokomotiv Moscou en 1999, il est repéré par les dirigeants des Girondins de Bordeaux, alors venu superviser leur adversaire du jour.
International russe et élu joueur de l'année, Smertine arrive sur les bords de la Garonne dans l'anonymat total. Très vite adopté par l'équipe, il s'impose comme un titulaire indiscutable de l’entre-jeu. Son impressionnant abattage au milieu de terrain séduit les supporters.
Claudio Ranieri recrute Smertine alors au sommet de son art (28 ans) dans la formation de Chelsea racheté par le milliardaire russe, transféré de Bordeaux, en août 2003 pour £ 3,45 m. Il est immédiatement prêté à Portsmouth pour la saison 2003-04. Après quelques performances impressionnantes à Fratton Park, en particulier lors de la victoire de Pompey 1-0 sur le club de Manchester United.Smertine retourne à Londres lors de la saison suivante. Toutefois, Ranieri a été entre-temps remplacé par José Mourinho, qui exigea la signature du milieu de terrain portugais Tiago Mendes, en plus des milieux de terrain déjà au club tel Frank Lampard, Claude Makélélé, Geremi, et Scott Parker. Smertin a seulement joué quelque matchs dans l'équipe championne d'Angleterre lors de la saison 2004-05.
Il a finalement été prêté au club de Charlton Athletic pour la saison 2005-06. À Charlton, il livre d'impressionnantes performances. En janvier 2006, six mois après avoir été prêté, il est transféré au Dynamo Moscou, pour un montant de 1 million de livres. Smertin a joué un total de 22 matchs pour le Dynamo Moscou avant d'être sur la liste des transferts, aux côtés de plusieurs autres nouveaux joueurs qui avaient signé comme le portugais Maniche, Francisco Lima, Giourkas Seitaridis et Costinha qu'Andreï Kobelev a obtenu dans le but de reconstruire cette équipe du Dynamo. 
Smertin, après la résiliation de son contrat avec le Dynamo de Moscou, décide de retourner en Angleterre et de signer à Fulham avec un contrat de deux anx et demi à la clé, qui l'amènerait à rester au club jusqu'à l'été 2009. Il a commencé la plupart des matchs de la saison 2007/08, mais l'arrivée du milieu de terrain Danny Murphy, lors des derniers jours du marché des transferts, limite ses possibilités de jouer. En outre, il a souffert de plusieurs problèmes de blessures. Mais lorsqu'il guérit, l'entraîneur Roy Hodgson lui préfère déjà Simon Davies ou encore Danny Murphy. Le 30 août 2008, Hodgson informe Smertin qu'il est libre de quitter le club s'il le souhaite. Le lendemain, le club annule son contrat avec effet immédiat.
Après avoir échoué à trouver un nouveau club, Smertin se tourne alors vers la politique lors de son retour en Russie. En mars 2009, il a été élu comme député dans la région de l'Altaï de la fédération de Russie.
Dans une interview dans le magazine de football européen en mars 2006, on a insisté sur le fait que Smertin ne nourrissait aucun mauvais sentiment que ce soit envers Mourinho, à qui il est reconnaissant d'avoir pu participer à la conquête du titre de Premier League que Chelsea a remporté. Smertin a également insisté sur le fait que ces années anglaises ont été "une bonne expérience", et qu'il croit fermement plus que jamais que la Premier League est le plus grand défi à relever.
De 1998 à octobre 2006, il a disputé 55 rencontres avec l'équipe de Russie et a participé à la Coupe du monde 2002 et au Championnat d'Europe 2004.
Élu meilleur joueur de Russie en 1999 par l'hebdomadaire Football et par le journal Sport-Express.
Il a un frère aîné, Yevgeni Smertin (ou selon la transcription française: Evgueny Smertine) qui a aussi été un footballeur professionnel russe.
Le 6 juillet 2009, Alexeï Smertin décide de mettre un terme à sa carrière : « Je prends ma retraite. C'est officiel maintenant » a déclaré le joueur de 34 ans aux médias russes.

## Style de jeu
Alexeï Smertine se caractérise par une mobilité de tous les instants et une technique au-dessus de la moyenne. Accrocheur, ce véritable marathonien ne laisse aucun répit à ses adversaires et offre des relances propres et précises à ses coéquipiers.

## Statistiques
| Saison                | Club                     | Championnat           | Championnat | Championnat | Coupe(s) nationale(s) | Coupe(s) nationale(s) | Compétition(s) continentale(s) | Compétition(s) continentale(s) | Compétition(s) continentale(s) | Total | Total |
| Saison                | Club                     | Division              | M.          | B.          | M.                    | B.                    | Comp.                          | M.                             | B.                             | M.    | B.    |
| 1992                  | Dinamo Barnaoul          | D2                    | 18          | 2           | 1                     | 0                     | -                              | -                              | -                              | 19    | 2     |
| 1993                  | Dinamo Barnaoul          | D2                    | 24          | 0           | -                     | -                     | -                              | -                              | -                              | 24    | 0     |
| Sous-total            | Sous-total               | Sous-total            | 42          | 2           | 1                     | 0                     | -                              | -                              | -                              | 43    | 2     |
| 1994                  | Zaria Leninsk-Kouznetski | D2                    | 40          | 2           | 1                     | 0                     | -                              | -                              | -                              | 41    | 2     |
| 1995                  | Zaria Leninsk-Kouznetski | D2                    | 37          | 7           | 2                     | 0                     | -                              | -                              | -                              | 39    | 7     |
| 1996                  | Zaria Leninsk-Kouznetski | D2                    | 34          | 4           | 1                     | 0                     | -                              | -                              | -                              | 35    | 4     |
| 1997                  | Zaria Leninsk-Kouznetski | D2                    | 13          | 0           | 3                     | 0                     | -                              | -                              | -                              | 16    | 0     |
| Sous-total            | Sous-total               | Sous-total            | 124         | 13          | 7                     | 0                     | -                              | -                              | -                              | 131   | 13    |
| 1997                  | Ouralan Elista           | D2                    | 23          | 0           | 1                     | 0                     | -                              | -                              | -                              | 24    | 0     |
| 1998                  | Ouralan Elista           | D1                    | 26          | 3           | 1                     | 0                     | -                              | -                              | -                              | 27    | 3     |
| Sous-total            | Sous-total               | Sous-total            | 49          | 3           | 2                     | 0                     | -                              | -                              | -                              | 51    | 3     |
| 1999                  | Lokomotiv Moscou         | D1                    | 29          | 6           | 1                     | 0                     | C2+C3                          | 4+6                            | 0+1                            | 40    | 7     |
| 2000                  | Lokomotiv Moscou         | D1                    | 10          | 1           | 1                     | 0                     | -                              | -                              | -                              | 11    | 1     |
| Sous-total            | Sous-total               | Sous-total            | 39          | 7           | 2                     | 0                     | -                              | 10                             | 1                              | 51    | 8     |
| 2000-2001             | Girondins de Bordeaux    | D1                    | 23          | 0           | 2                     | 0                     | C3                             | 6                              | 0                              | 31    | 0     |
| 2001-2002             | Girondins de Bordeaux    | D1                    | 28          | 0           | 6                     | 1                     | C3                             | 6                              | 0                              | 40    | 1     |
| 2002-2003             | Girondins de Bordeaux    | D1                    | 33          | 2           | 6                     | 0                     | C3                             | 5                              | 0                              | 44    | 2     |
| 2003-2004             | Girondins de Bordeaux    | D1                    | 1           | 0           | -                     | -                     | -                              | -                              | -                              | 1     | 0     |
| Sous-total            | Sous-total               | Sous-total            | 85          | 2           | 14                    | 1                     | -                              | 17                             | 0                              | 116   | 3     |
| 2003-2004             | Portsmouth FC (prêt)     | D1                    | 26          | 0           | -                     | -                     | -                              | -                              | -                              | 26    | 0     |
| 2004-2005             | Chelsea FC               | D1                    | 16          | 0           | 4                     | 0                     | C1                             | 5                              | 1                              | 25    | 1     |
| 2005-2006             | Charlton Athletic (prêt) | D1                    | 18          | 0           | -                     | -                     | -                              | -                              | -                              | 18    | 0     |
| 2006                  | Dynamo Moscou            | D1                    | 22          | 0           | 4                     | 0                     | -                              | -                              | -                              | 26    | 0     |
| Sous-total            | Sous-total               | Sous-total            | 82          | 0           | 8                     | 0                     | -                              | 5                              | 1                              | 95    | 1     |
| 2006-2007             | Fulham FC                | D1                    | 7           | 0           | 1                     | 0                     | -                              | -                              | -                              | 8     | 0     |
| 2007-2008             | Fulham FC                | D1                    | 15          | 0           | 2                     | 0                     | -                              | -                              | -                              | 17    | 0     |
| Sous-total            | Sous-total               | Sous-total            | 22          | 0           | 3                     | 0                     | -                              | -                              | -                              | 25    | 0     |
| Total sur la carrière | Total sur la carrière    | Total sur la carrière | 443         | 24          | 37                    | 1                     | -                              | 22                             | 2                              | 502   | 27    |

## Palmarès
- Vainqueur de la Coupe de la Ligue française en 2002 avec les Girondins de Bordeaux
- Doublé Championnat d'Angleterre - Coupe de la Ligue en 2005 avec Chelsea